# Calciphilopteris papuana
Calciphilopteris papuana är en kantbräkenväxtart som först beskrevs av Edwin Bingham Copeland, och fick sitt nu gällande namn av Jovita Yesilyurt och H.Schneid. Calciphilopteris papuana ingår i släktet Calciphilopteris och familjen Pteridaceae. Inga underarter finns listade.